# Levantamento de peso nos Jogos Pan-Americanos de 2023 - Até 71 kg feminino
A categoria até 71 kg feminino do levantamento de peso nos Jogos Pan-Americanos de 2023 foi disputada em 22 de outubro de 2023 no Ginásio Chimkowe, em Peñalolén. Um total de 17 halterofilistas de 16 Comitês Olímpicos Nacionais (CON) participaram do evento.

## Calendário
Horário local (UTC−3).
| Data          | Hora  | Fase      |
| ------------- | ----- | --------- |
| 22 de outubro | 19:00 | Arranco   |
| 22 de outubro | 20:20 | Arremesso |

## Medalhistas
| Ouro   | ECU Angie Palacios  |
| Prata  | COL Mari Sánchez    |
| Bronze | USA Meredith Alwine |

## Resultados
A competição foi realizada em um único dia até a definição dos medalhistas:
| Pos.              | Halterofilista    | CON                      | Grupo | Arranque (kg) | Arranque (kg) | Arranque (kg) | Arranque (kg) | Arremesso (kg) | Arremesso (kg) | Arremesso (kg) | Arremesso (kg) | Total |
| Pos.              | Halterofilista    | CON                      | Grupo | 1             | 2             | 3             | Result.       | 1              | 2              | 3              | Result.        | Total |
| ----------------- | ----------------- | ------------------------ | ----- | ------------- | ------------- | ------------- | ------------- | -------------- | -------------- | -------------- | -------------- | ----- |
| Medalha de ouro   | Angie Palacios    | ECU Equador              | A     | 110           | 115           | 118           | 118           | 130            | 135            | –              | 135            | 253   |
| Medalha de prata  | Mari Sánchez      | COL Colômbia             | A     | 105           | 109           | 112           | 112           | 130            | 134            | 137            | 134            | 246   |
| Medalha de bronze | Meredith Alwine   | USA Estados Unidos       | A     | 100           | 100           | 103           | 103           | 131            | 136            | 140            | 136            | 239   |
| 4                 | Yeniuska Mirabal  | CUB Cuba                 | A     | 100           | 105           | 108           | 108           | 125            | 130            | 133            | 130            | 238   |
| 5                 | Jessica Jarquín   | MEX México               | A     | 97            | 101           | 104           | 104           | 122            | 126            | 131            | 126            | 230   |
| 6                 | Daiana Serrano    | DOM República Dominicana | A     | 96            | 100           | 103           | 103           | 121            | 126            | 126            | 121            | 224   |
| 7                 | Julieth Rodríguez | COL Colômbia             | A     | 98            | 102           | 102           | 98            | 115            | 120            | 120            | 120            | 218   |
| 8                 | Tatiana Ullua     | ARG Argentina            | A     | 92            | 92            | 96            | 92            | 112            | 116            | 118            | 116            | 208   |
| 9                 | Tatiana Salas     | CRC Costa Rica           | A     | 87            | 92            | 96            | 92            | 107            | 107            | 112            | 107            | 199   |
| 10                | Eldi Paredes      | PER Peru                 | A     | 84            | 87            | 87            | 87            | 107            | 111            | 111            | 111            | 198   |
| 11                | Karina Torres     | CHI Chile                | A     | 80            | 84            | 86            | 86            | 103            | 107            | 110            | 110            | 196   |
| 12                | Sema Ludrick      | NCA Nicarágua            | A     | 80            | 85            | 85            | 80            | 110            | 110            | 115            | 110            | 190   |
| 13                | Paola Marsicano   | URU Uruguai              | A     | 76            | 80            | 85            | 80            | 97             | 101            | 104            | 101            | 181   |
| 14                | Kelly Aparicio    | PAN Panamá               | A     | 68            | 73            | 74            | 73            | 90             | 93             | 96             | 96             | 169   |
| 15                | Natalia Rivero    | BOL Bolívia              | A     | 65            | 68            | 72            | 72            | 87             | 93             | 96             | 93             | 165   |
| 16                | Johanna Prieto    | PAR Paraguai             | A     | 62            | 66            | 70            | 66            | 81             | 86             | 86             | 81             | 147   |
|                   | Amanda Schott     | BRA Brasil               | A     | 105           | 105           | 107           | –             |                |                |                |                | DNF   |